# خوان کانیته
خوان کانیته (اسپانیایی: Juan Cañete‎؛ زادهٔ ۲۷ ژوئیهٔ ۱۹۲۹ - درگذشته نامشخص) بازیکن فوتبال اهل پاراگوئه بود.
از باشگاه‌هایی که در آن بازی کرده‌است می‌توان به باشگاه ورزشی واسکو دوگاما، باشگاه فوتبال اتلتیکو هوراکان، و باشگاه فوتبال بوتافوگو اشاره کرد.
وی همچنین در تیم ملی فوتبال پاراگوئه بازی کرده‌است.